# Опрости мала
Опрости мала је дебитантски студијски албум хрватске поп певачице Јелене Розге. Албум је објављен 2006. године. Обухватао је песме које је написало и аранжирало неколико музичара и текстописаца, међу којима су Тончи Хуљић, Ђорђе Новковић, Вјекослава Хуљић, Жељко Павичић и Реми Казиноти, од којих је последњи и главни продуцент албума.
Прво издање Опрости мала обухвата десет песама, укључујући три ремикса. Реиздање албума, објављено 2007. године, садржи две нове песме, „Немам” и „Госпе моја”. Са албума је објављено шест синглова: „Опрости мала“, „Не зови ме Марија“, „Ја знам добро што ми је“, „Све се мени чини да“, „Немам“ и „Госпе моја“. Посљедња песма је добила ту Гран при награду на Сплитском фестивалу. Албум је био критички и комерцијално успешан, достигавши врх Хрватске листе албума. Да би промовисала албум, Розга је многе песме извела уживо.

## Позадина
Од 1996. до 2006. године Розга је била певачица познатог хрватског поп бенда Магазин, са којима је заједно са њима издала укупно пет студијских албума. Група је објавила свој пети студијски албум са певачицом под називом Пааа..? (2004). Албум је био комерцијално успешан, продат је у више од 28.000 примерака у Хрватској и добио златни сертификат. Током 2005. и 2006. године бенд је радио на промоцији кроз концерте и свирке у региону Балкана.
2005. године, Магазин учествује на фестивалу Дора, где освајају друго место са песмом „Назарет”. Исте године, објављена је компилација дуета групе Магазин са другим извођачима.
Пред 2006. издавачка кућа Кроација рекордс је у саопштењу за јавност објавила да ће певачица наставити соло каријеру, али да ће наставити да пева са бендом до септембра исте године.  Године 2006. Розга је наступила на националном фестивалу Дора 2006, хрватској емисији за Песму Евровизије, изводећи песму „Опрости мала“. Тај наступ се сматра „опроштајним“ наступом групе.  Наиме, истог дана се појавила и Розга која је наступила под својим именом са песмом "Не зови ме Марија" и тако најавила соло каријеру. Лета исте године извела је песму „Ја знам добро што ми је” на Сплитском музичком фестивалу. Дана 9. августа 2006. албум Опрости мала је објављен. 
Године 2007. на Дори је извела песме „Немам“ и „Госпе моја“ на Сплитском фестивалу. После успеха „Госпе моја“ и „Немам“, Розга је одлучила да поново изда Опрости мали како би укључила те песме.  Дана 1. септембра 2007. године, Опрости мала је поново објављена у издању које је поред свих претходно објављених песама укључивало и поменуте две песме. 

## Музика и текстови
Стандардно издање албума садржи 13 песама, док је реиздање садржало 15 песама. Већину пјесама продуцирао је и написао дуо Хуљић, који чине Вјекослава Хуљић и Тончи Хуљић; само песме „Роба с грешком“ и "Све ми твоје очи говоре" написали су Ђорђе Новковић и Жељко Павичић. Грчки продуцент Реми Казиноти био је продуцент свих песама. Упркос оригиналним песмама, на албуму су се налазиле и две обраде укључујући „Било би супер“, прерађену верзију сингла групе Магазин када је певачица била Данијела Мартиновић и „Лијепа само за тебе“, обраду песме „I Could Fall in Love“ (1995) мексичко-америчке певачице Селене. На албуму су била три ремикса у продукцији музичког продуцента Мотиво на песме „Било би супер“, „Опрости мала“ и „Не зови ме Марија“. 
У музичком смислу, Опрости мала је поп плоча слична стилу Магазина када је Розга била певачица бенда. Како се наводи у саопштењу за јавност у прилог албуму, на њему се види другачија слика певачице. Изузетак је била „Госпе моја“ јер је имала реномирани традиционални далматински звук. Песма је написана у облику молитве Мајци Марији од стране протагониста који жуди за правим мушким парњаком. 

## Промоција
У промоцији албума објављено је шест синглова. Насловна песма и „Не зови ме Марија“ објављени су као први и други сингл са албума. Розга је извела обе песме на такмичењу Дора 2006. године и брзо су стекле популарност. 
„Све се мени чини“ је објављен као четврти сингл албума. Музички спот за песму у режији Зорана Пезоа у продукцији компаније Плави филм премијерно је приказан 1. октобра 2006. на 
CMC. Замишљен је као романтични клип, који приказује Розгу како пева песму седећи, а приказане су и анимације четири годишња доба које се смењују у позадини. 
„Немам“ је објављен као пети сингл албума. Постигла је популарност међу публиком.
Сингл „Госпе моја“ објављен као шести и последњи сингл са албума био је комерцијално успешан у Хрватској и региону Балкана, доспевши на врхове неколико топ листа радио станица.  Сингл је добио награду у Сплиту 2007.  Пропратни музички спот режирао је Жељко Петреш и објављен 2007. године; уз текст песме, спот је сниман поред цркве и у казину. 

## Комерцијални успех
Албум је дебитовао на врху листе хрватских албума одмах по објављивању, у 31. недељи 2006.  Следеће недеље је пао на позицију три, а недељу дана касније пао је на пету позицију. Добио је златни сертификат Хрватске дискографске удруге.
Албум и његов успех довели су до повећања певачевих наступа како у Хрватској, тако и у другим балканским земљама. Неколико песама са албума, међу којима су „Госпе моја“, „Роба с грешком“ и „Вршњаци моји“, постале су популарне и постале део сет листе и на каснијим концертима.  

## Списак песама
| №   | Назив                                    | Трајање |  |
| 1.  | Госпе моја                               | 3:25    |  |
| 2.  | Немам                                    | 3:00    |  |
| 3.  | Опрости мала                             | 3:06    |  |
| 4.  | Ја знам добро што ми је                  | 3:45    |  |
| 5.  | Роза боја                                | 3:22    |  |
| 6.  | Вршњаци моји (Златокоса)                 | 3:14    |  |
| 7.  | Све се мени чини                         | 4:13    |  |
| 8.  | Роба с грешком                           | 3:57    |  |
| 9.  | Све ми твоје очи говоре                  | 3:34    |  |
| 10. | Сузе од кристала                         | 3:58    |  |
| 11. | Лијепа само за тебе                      | 4:39    |  |
| 12. | Не зови ме Марија                        | 3:05    |  |
| 13. | Било би супер (Motiwwwo Gold Remix)      | 5:24    |  |
| 14. | Опрости мала (Drum'n'dance Remix)        | 4:34    |  |
| 15. | Не зови ме Марија (Motiwwwo Radio Remix) | 4:16    |  |

## Заслуге и особље
- Реми Казиноти – аранжман, продуцент
- Аленка Милано – пратећи вокали (песме: 6 до 8)
- Бранкица Бродарић – пратећи вокал (песме: 3, 4)
- Весна Ивић – пратећи вокали (песме: 3 до 5, 7, 8)
- Томислав Мрдуљаш – сниматељ
- Златко Бродарић – гитара
- Вјекослава Хуљић – текст (песме: 1, 2, 4 до 6, 8 до 10)
- Магазин – гостујући извођач
- Томица Марић – фотографија
- Мотиввво – продуцент (песме: 11 до 13)
- Тончи Хуљић – супервизор, музика (песме: 1, 2, 4 до 6, 8, 10)

## Историја издања
| Регион          | Датум             | Формат                      | Реф    |
| --------------- | ----------------- | --------------------------- | ------ |
| Хрвтаска Србија | август 2006.      | преузимање ЦД               |        |
| Хрвтаска Србија | 1. септембр 2007. | Поново дигитално преузимање |        |
| Хрвтаска Србија | 1. мај 2013.      | стримовање музике           | [ 21 ] |